# Конвой № 2212
Конвой № 2212 — японський конвой часів Другої світової війни, проведення якого відбувалось у травні 1943 року.
Конвой сформували у Рабаулі — головній передовій базі в архіпелазі Бісмарка, з якої японці провадили операції на Соломонових островах та сході Нової Гвінеї, а місцем призначення при цьому був атол Трук (Чуук) на сході Каролінських островів (ще до війни тут була створена потужна база ВМФ, з якої до лютого 1944 року провадились операції в низці архіпелагів).
До складу конвою увійшли транспорт «Наруто-Мару» і ремонтне судно «Хаккай-Мару», а ескорт складався з мисливця за підводними човнами CH-32.
21 травня кораблі вийшли з Рабаула та попрямували на північ. У цей період комунікації архіпелагу Бісмарка ще не стали цілями для авіації, проте на них традиційно активно діяли підводні човни США. Утім, проходження конвою № 2212 відбулось без інцидентів, і 24 травня він прибув на Трук.